# Bananya
Bananya (ばなにゃ?) es una serie de anime de comedia para niños con guion original producida por el estudio Gathering; salió al aire en julio de 2016 y finalizó en septiembre del mismo año. Disponible a través de Crunchyroll fuera de Japón.

## Argumento
La historia sigue las cómicas aventuras de un gato que vive dentro de una banana, sus otros amigos gatos y un ratón.

## Personajes
Narrador
Voz por: Yoshikazu Ebisu
Hace la introducción de cada personaje y narra ciertos hechos durante los episodios.
Bananya (ばなにゃ?)
Voz por: Yūki Kaji
El gato protagonista de la historia.
Tora Bananya (とらばなにゃ Tora Bananya?) (Bananya Tigre en el doblaje Latino)
Voz por: Ayumu Murase
Un gato tigre dentro de una banana y el mejor amigo de Bananya.
Bananyako (ばなにゃ子?) (Bananya Bella en el doblaje Latino)
Voz por: Ayumu Murase
Una gata rosa dentro de una banana, es bastante coqueta y tiene la tendencia de usar mucho talco para hacer que su pelaje tenga un toque blanco.
Kuro Bananya (くろばなにゃ?) (Bananya Negro en el doblaje Latino)
Voz por: Yūki Kaji
Un gato negro dentro de una banana proveniente de Europa.
Nezumi (ねずみ?) (Ratón en el doblaje Latino)
Voz por: Ayumu Murase
Un ratón.

## Anime
La producción de un anime de Bananya fue originalmente anunciada por la compañía Q-Lia, creadores de Shizuku-chan, haciendo una campaña de recaudación de fondos para la producción; El anime inició su transmisión el 4 de julio de 2016 y finalizó en septiembre, cuenta con un total de 13 episodios con 3 minutos de duración cada uno; el trabajo fue dirigido por Kyō Yatate y producido por el estudio Gathering en colaboración con TMS Entertainment, el tema final titulado Lucky Hollyday es interpretado por AXELL junto a Yūki Kaji.
La primera temporada fue doblada para Latinoamérica por Amazon y TMS Entertainent.
El 7 de agosto de 2019, el sitio web oficial reveló que una segunda serie de anime titulada Bananya and the Curious Bunch estaba en producción y se emitió del 1 de octubre de 2019 al 24 de diciembre de 2019. Fuera de Asia, Crunchyroll licenció la segunda serie de anime para su distribución internacional con la distribución de video doméstico a cargo de Discotek Media en América del Norte. En el sur y sudeste de Asia, Medialink también licenció la segunda serie.

### Lista de episodios
| #  | Título                                                                                 | Estreno                  |
| -- | -------------------------------------------------------------------------------------- | ------------------------ |
| 1  | «El gatito que vive en la banana (LAT)» «Bananya, Nya» (ばなにゃ、にゃ)                | 4 de julio de 2016       |
| 2  | «Los amigos de Bananya (LAT)» «Bananya, Nakamatachi Nya» (ばなにゃ、なかまたちにゃ)    | 11 de julio de 2016      |
| 3  | «Bananya ve la televisión (LAT)» «Bananya, Terebi Nya» (ばなにゃ、てれびにゃ)          | 18 de julio de 2016      |
| 4  | «Bananya y el ratón (LAT)» «Bananya, Nezumi Nya» (ばなにゃ、ねずみにゃ)                | 25 de julio de 2016      |
| 5  | «Bananya y el refrigerador (LAT)» «Bananya, Reizouko Nya» (ばなにゃ、れいぞうこにゃ)   | 1 de agosto de 2016      |
| 6  | «Bananya en el supermercado (LAT)» «Bananya, Odekake Nya» (ばなにゃ、おでかけにゃ)     | 8 de agosto de 2016      |
| 7  | «Bananya en plena noche (LAT)» «Bananya, Mayonaka Nya» (ばなにゃ、まよなにゃ)          | 15 de agosto de 2016     |
| 8  | «Bananya y el gato callejero (LAT)» «Bananya, Noraneko Nya» (ばなにゃ、のらねこにゃ)   | 22 de agosto de 2016     |
| 9  | «Bananya en el baño (LAT)» «Bananya, Basurūmu Nya» (ばなにゃ、ばするーむにゃ)          | 29 de agosto de 2016     |
| 10 | «Bananya y el globo (LAT)» «Bananya, Fūsen Nya» (ばなにゃ、ふうせんにゃ)               | 5 de septiembre de 2016  |
| 11 | «Bananya va de paseo (LAT)» «Bananya, Osanpo Nya» (ばなにゃ、おさんぽにゃ)             | 12 de agosto de 2016     |
| 12 | «Bananya duerme la siesta (LAT)» «Bananya, Ohirune Nya» (ばなにゃ、おひるねにゃ)       | 19 de septiembre de 2016 |
| 13 | «Bananya y el Cumpleaños (LAT)» «Bananya, Otanjōbi Nya» (ばなにゃ、おたんじょうびにゃ) | 26 de septiembre de 2016 |